# Enchelycore anatina
Enchelycore anatina és una espècie de peix de la família dels murènids i de l'ordre dels anguil·liformes.

## Morfologia
Els mascles poden assolir els 120 cm de longitud total.

## Distribució geogràfica
Es troba a l'Atlàntic oriental (Açores, Madeira, Illes Canàries, Cap Verd i Santa Helena).